# Asclepíades de Samos
Asclepíades de Samos (Ασκληπιάδης ο Σάμιος, ca.. 320 a. C.) fue un epigramático y poeta lírico de la Antigua Grecia, como su amigo Teócrito. Asclepíades es considerado uno de los más importantes representantes de la literatura griega. Fue uno de los primeros autores en convertir el epigrama en una forma literaria culta y respetada. Solo han llegado hasta la actualidad algunas de sus obras, muchas de ellas tan solo fragmentos de epigramas más extensos. Sus composiciones destacan por su erotismo y la exaltación del amor.